# Les dones d'en Mudd
"Les dones d'en Mudd" (títol original en anglès "Mudd's Women") és el sisè episodi de la primera temporada de la sèrie de televisió de ciència-ficció estatunidenca Star Trek. Escrit per Stephen Kandel, basat en una història de Gene Roddenberry, i dirigit per Harvey Hart, es va emetre per primera vegada el 13 d'octubre de 1966.
A l'episodi, el Enterprise persegueix un vaixell i rescata els seus ocupants Harry Mudd, un estafador interestel·lar, i les tres dones misteriosament belles que està transportant. convertir-se en dones de colons.
Aquest és el primer dels dos episodis de la sèrie original que inclouen Harry Mudd. També apareix a "Mudd, primer", l’episodi de la TAS "Mudd's Passion", i a Star Trek: Discovery, com a personatge recurrent.

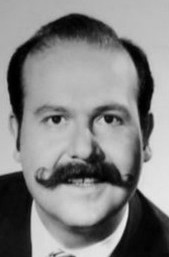
Roger C. Carmel interpreta a Harry Mudd

## Argument
L'USS Enterprise, sota el comandament del Capità Kirk, persegueix una nau espacial de càrrega no registrada. La nau sobrecarrega els seus motors en un intent d'escapar a través d'un camp d'asteroides. Kirk ordena que els escuts de l’Enterprise s'estenguin al voltant de l'altra nau espacial per protegir-la fins que els seus ocupants puguin ser transportats a bord de l’Enterprise. Aquesta acció tensa greument els sistemes de l' Enterprise i destrueix tots els circuits de cristall de liti menys un del motor de curvatura de l' Enterprise.
L' Enterprise transmet els tres passatgers de la nau de càrrega i el capità a bord, alhora que un impacte d'asteroides destrueix la seva nau espacial. A la sala del transport, el capità dóna el seu nom com a Leo Walsh. Les tres dones que l'acompanyen són d'una bellesa increïble i distreuen els homes de la tripulació de l' Enterprise, amb l'excepció de Spock, la seva herència vulcaniana el fa immune als encants femenins. Les dones estan pensades com a esposes per als colons al planeta Ofiüc III i es presenten com a Ruth Bonaventure, Eve McHuron i Magda Kovacs. Totes tres van signar amb Walsh per escapar d'una situació en què les seves perspectives matrimonials eren escasses o inexistents.
Kirk convoca una audiència, durant la qual l'ordinador contradiu el testimoni d'en Walsh, informant que la llicència de Capità del seu vaixell ha estat revocada i l'obliga a revelar el seu veritable nom, Harcourt Fenton Mudd, un criminal amb amplis antecedents. L'audiència s'acaba quan falla l’últim cristall de liti.
Sense cristalls de liti, l' Enterprise ha de coixejar amb energia de reserva al planeta plagat de tempestes Rigel XII per obtenir-hi nous cristalls dels miners. Ben Childress, el cap miner, després d'haver estat en contacte amb Mudd, demana el seu alliberament juntament amb les dones a canvi dels cristalls. La potència restant de l' Enterprise és insuficient per mantenir l'òrbita de la nau durant més d'uns quants dies, amenaçant una reentrada ardent a l'atmosfera del planeta, de manera que Kirk es veu obligat a permetre que Mudd i les dones siguin transportats cap al planeta. Tanmateix, un cop allà Childress renega de l'acord.
En una festa improvisada amb els tres miners, l'Eve s'enfada quan comencen a barallar-se per les altres dues dones, i fuig cap a una tempesta de pols magnètica, amb Childress i Kirk perseguint-la. Kirk torna a l'Enterprise per intentar localitzar-los des de l'òrbita. Childress troba l'Eve, la porta a la seva habitació i s'adorm. En despertar-se, s'enfronta a una Eva molt més tranquil·la.
Kirk i Mudd tornen al planeta per fer front a Childress. El capità revela que en Mudd ha estat donant a les dones la droga Venus, que crea una bellesa il·lusòria i transitòria, i que els altres dos miners ja s'han casat amb la Ruth i la Magda. Mentre Childress s'enfronta a Mudd per l'engany, Eve agafa una dosi del que sembla ser la droga Venus, però en realitat és un placebo. Això li retorna la confiança en si mateixa fins al punt que Childress la troba tan atractiva com abans. Content, li dóna a Kirk els cristalls de substitució. Kirk s'ofereix per emportar-se l'Eve amb ell, però ella opta per quedar-se amb Childress. L'Eve li diu a Kirk: "Tens algú allà dalt que es diu "Enterprise. El vaixell segueix el seu camí, amb Mudd sota custòdia.

## Repartiment i doblatge al català
La sèrie va ser doblada al català pels estudis Tecni-3 (primera part) i Diálogo (segona part) i emesa a TV3 l’any 1989. Els dobladors de l'episodi foren:
| Personatge                | Actor/actriu      | Veu en català                      |
| ------------------------- | ----------------- | ---------------------------------- |
| James T. Kirk             | William Shatner   | Jordi Boixaderas                   |
| Spock                     | Leonard Nimoy     | Isidre Sola i Llop                 |
| Leonard McCoy             | DeForest Kelley   | Eduard Lluís Muntada               |
| Montgomery Scott 'Scotty' | James Doohan      | Joan Carles Gustems Domènec Farell |
| Nyota Uhura               | Nichelle Nichols  | Glòria Roig Azucena Díaz           |
| Hikaru Sulu               | George Takei      | Jaume Nadal Enric Cusí             |
| Christine Chapel          | Majel Barrett     | Ana Maria Mauri Rosa Gavin         |
| Janice Rand               | Grace Lee Whitney | Mercè Arànega                      |
| Leo Walsh / Harry Mudd    | Roger C. Carmel   | Ricard Solans                      |
| Eve Mc Huron              | Karen Steele      | Maria Lluïsa Solà Hernández        |
| Ruth Bonaventure          | Maggie Thrett     | Pilar Rubiella                     |
| Magda Kovacs              | Susan Denberg     | Margarida Minguillón i Aran        |
| Ben Childress             | Gene Dynarski     | Lluís Marco                        |
| Farrell                   | Jim Goodwin       | Albert Mieza                       |

## Producció
La història va ser una de les tres presentades per a la producció com a segon pilot de Star Trek, les altres eren "La glòria d'Omega" i l'episodi seleccionat, "On no ha anat mai cap home". Va ser filmat com el segon episodi de la primera temporada, després de "El truc de la corbomita".
Gene Roddenberry li va dir a Stephen Kandel que volia un personatge amb espatlles com a protagonista convidat. Unes setmanes més tard, Kandel va presentar la seva idea, "Mudd's Women", i va començar a escriure el guió però no li va agradar que Roddenberry el reescrigués repetidament. Roddenberry es va adjudicar la història de Kandel quan els crèdits de la pantalla es van enviar al Sindicat de Guionistes per a l'aprovació.

## Recepció
Zack Handlen de The A.V. Club va donar a l'episodi una qualificació "A", descrivint el personatge de Harry Mudd en particular com "un tipus de personatge conegut, però agradable".
El 2015, Wired va suggerir que aquest episodi es podia ometre a la seva guia de maratons de la sèrie original.
El 2016, TVLine va classificar Eve descobrint que Kirk li havia donat un placebo en lloc de la píndola de bellesa com a número 13 dels vint moments principals de Star Trek (sèrie original).